# Marie-Laure Tardieu-Blot
Marie-Laure Tardieu-Blot est une botaniste française née le 17 novembre 1902 à Mourmelon-le-Grand et morte le 23 mars 1998 à Paris 16e, épouse de Jean Tardieu.

## Biographie
Elle fait des études de pharmacie, diplômée de la faculté de Paris en 1926. Elle  devient docteur es sciences en 1933 et docteur en médecine en 1935.
Elle est nommée directrice du laboratoire d'analyse médicale de l'hôpital d'Hanoi en 1928. Elle entre au laboratoire de phanérogamie du Muséum national d'histoire naturelle en 1932, la même année qu'elle devient membre de la Société botanique de France. Elle est nommée sous-directrice du Muséum national d'histoire naturelle en 1964. Elle devient directrice du laboratoire de botanique phanérogamique tropicale en 1967. Elle est enfin nommée directrice honoraire en 1971.
Elle s'est spécialisée dans l'étude des flores équatoriales et tropicales d'Afrique, de Madagascar et d'Indochine. Elle s'est particulièrement intéressée aux ptéridophytes de ces régions.

## Publications et contributions
Ses contributions et publications sont particulièrement nombreuses.

### Principaux articles
Elle a publié un grand nombre d'articles, principalement dans le bulletin de la Société botanique de France, dont :
- 1936 - Caractères morphologiques du x Polystichum uliginosum. - Bulletin de la Société Botanique de France, Tome 83 - Fascicule 2 - p. 243-250
- 1936 - Etude anatomique du x Polystichum uliginosum. - Avec J. Chartier - Bulletin de la Société Botanique de France, Tome 83 - Fascicule 2 - p. 250-257
- 1937 - Sur un Hymenophyllum nouveau de Madagascar. - Bulletin de la Société Botanique de France, Tome 84 - Fascicule 4 - p. 538-540
- 1940 - Sur quelques Fougères nouvelles ou récoltées pour la première fois en Indochine. - Bulletin de la Société Botanique de France, Tome 87 - Fascicule 2 - p. 366-372
- 1941 - Sur la flore ptéridologique de Bana, Annam. - Bulletin de la Société Botanique de France, Tome 88 - Fascicule 1 - p. 414-419
- 1941 - Sur les aphlebia des Cyatheacées malgaches - Bulletin de la Société Botanique de France, Tome 88 - Fascicule 5-6 - p. 522-531
- 1941 - Cyatheaceae informations botaniques - Annonces de Madagascar - Bulletin de la Société Botanique de France, Tome 88 - Fascicule 7-8 - p. 680-685
- 1941 - Sur la répartition et les affinités des Fougères d'Indochine. - Bulletin de la Société Botanique de France, Tome 88 - Fascicule 9 - p. 825-834
- 1943 - Fougères de Guinée. - Bulletin de la Société Botanique de France, Tome 88 - Fascicule 4-6 - p. 94-97 et p. 116-118
- 1947 - Note sur la répartition de quelques fougères récoltées dans les Monts Loma (Sierra-Leone) et les contrées limitrophes - Avec P. Jeager -  Bulletin de la Société Botanique de France, Tome 94 - Fascicule 7-8 - p. 298-303
- 1948 - Celastraceae informations botaniques - Annonces d'Indochine. II - Bulletin de la Société Botanique de France, Tome 95 - Fascicule 5-6 - p. 179-180
- 1948 - Hippocrateaceae informations botaniques - Annonces ou litigieuses d'Indochine. - Bulletin de la Société Botanique de France, Tome 95 - Fascicule 7-9 - p. 261-265
- 1948 - Un genre nouveau de Sterculiaceae d'Indochine : Trichostephania. - Bulletin de la Société Botanique de France, Tome 95 - Fascicule 7-9 - p. 307-309
- 1956 - Sur quelques espèces de Fougères africano-malgaches à aire disjointe. - Bulletin de la Société Botanique de France, Tome 103 - Fascicule 7-8 - p. 470-471
- 1959 - Revue de flore exotique. Progrès récents des recherches botaniques à Madagascar (1952-1958). - Avec Henry Des Abbayes, Gilbert Bouriquet, Pierre Bourrelly, Suzanne Jovet-Ast, Jacques Leandri - Bulletin de la Société Botanique de France, Tome 106 - Fascicule 1-2 - p. 35-97

### Principales publications
Elle est aussi l'auteur ou coauteur des publications suivantes : 
- 1932 - Les Aspléniées du Tonkin - Thèses présentées à la Faculté des sciences de Paris pour obtenir le grade de docteur ès sciences naturelles - Paris : Impr. de H. Basuyau
- 1938 - Supplément à la Flore générale de l'Indo-Chine publiée sous la direction de H. Humbert - avec André Guillaumin, Jean Arènes, François Pellegrin, Henri Humbert, François Gagnepain, Suzanne Jovet-Ast - Paris : éditions du Muséum national d'histoire naturelle
- 1939 - Cryptogames vasculaires - Flore générale de l'Indo-Chine - Tome 7. 2e partie. - Avec Carl Frederik Albert Christensen - Paris : éditions du Muséum national d'histoire naturelle
- 1943 - Sur le genre Pterocymbium et les Pterocymbium d'Indochine - Paris : éditions du Muséum national d'histoire naturelle
- 1951 - Flore de Madagascar et des Comores : Plantes vasculaires - sous la direction de H. Humbert
- 1953 - Les Ptéridophytes de l'Afrique intertropicale française - Dakar : Mémoires de l'Institut français d'Afrique noire. 239 pp.
- 1954 - Ptéridophytes (fougères et plantes alliées) - Paris : Société d'Edition d'Enseignement Supérieur
- 1957 - Mélanges biologiques - avec A. H. G. Alston, Raymond Schnell, Maurice Blanc et J. Daget - Dakar : Institut français d'Afrique noire
- 1964 - Ptéridophytes : suivis d'une carte des localités du Gabon - Flore du Gabon - avec Nicolas Hallé et André Aubréville - Paris : éditions du Muséum national d'histoire naturelle. 33 planches, 228 pp
- 1964 - Ptéridophytes - Flore du Cameroun, Volume 3 - sous la direction d'André Aubréville - Paris : éditions du Muséum national d'histoire naturelle. 373 pp
- depuis 1951 - Flore du Cambodge, du Laos et du Viet-Nam : Supplément à la Flore générale de l'Indochine de H. Lecomte, publiée sous la direction de A. André Aubréville (auteurs multiples, éditions multiples - 31 volumes)- Paris : éditions du Muséum national d'histoire naturelle
- 1969 - Traduction du volume 3 - Ptéridophytes - Flore de la Nouvelle-Calédonie et dépendances - sous la direction de Jean-F. Leroy, Hugh S. Mackee, André Aubréville- Paris : éditions du Muséum national d'histoire naturelle

## Plantes qui lui ont été dédiées
Les espèces suivantes lui ont été dédiées :
- Casearia tardieuae Lescot & Sleumer (1970) Flacourtiacée de Vietnam
- Euphorbia tardieuana Leandri (1946) Euphorbiacée de Madagascar
- Helichrysum tardieuae Humbert (1955) Astéracée de Madagascar
- Phlegmariurus tardieuae (Herter) A.R.Field & Testo (2015) Lycopodiacée (synonymes : Huperzia tardieuae (Herter) Holub, Huperzia phlegmaria var. tardieuae (Herter) Tardieu, Urostachys tardieuae Herter)
- Ilex tardieublotii Tran Ðinh Ðai (1984) Aquifoliacée d'Indochine (synonymes : Ilex merrillii Tardieu, Ilex vietnamensis T.R.Dudley)
- Psiadia tardieuana Humbert (1955) Astéracée de Madagascar
- Asplenium blotiae Viane (2021) Aspléniacée des îles Amsterdam, Saint-Paul et de La Réunion